# Eubulus le Strange
Eubulus (ou Ebulo, voire Ebles) le Strange (né à une date inconnue à la fin du XIIIe siècle et mort le 8 septembre 1335), 1er baron Strange de Knockin, est un baron anglais. Il est surtout connu pour son mariage avec Alice de Lacy, 4e comtesse de Lincoln.

## Biographie
Eubulus le Strange est vraisemblablement le deuxième fils de John le Strange, 1er baron Strange de Knockin, et de son épouse Maud Deyville. Il est ainsi issu de la petite noblesse du Shropshire. À la mort de son père le 8 août 1309, l'ensemble des titres et des terres paternels est hérité par son frère aîné John le Strange. En l'absence d'un quelconque héritage, les activités d'Eubulus au cours des années suivantes demeurent inconnues. Pourtant, on sait qu'il fait partie en juin 1312 de la suite de Thomas de Lancastre, 2e comte de Lancastre : en effet, à cette date, Eubulus participe à la capture de Pierre Gaveston, le favori du roi Édouard II, et à son exécution à l'instigation de Lancastre. Il est en revanche pardonné par le roi pour cet acte le 16 octobre 1313 et ne semble pas rester au service du comte de Lancastre par la suite.
Eubulus épouse au cours de l'année 1324, peut-être avant Pâques et assurément avant le 10 novembre, Alice de Lacy, 4e comtesse de Lincoln. Cette dernière est la veuve de Thomas de Lancastre, qui a été exécuté pour haute trahison sur ordre du roi Édouard II deux ans auparavant. Il existe des rumeurs selon lesquelles Eubulus aurait été l'amant d'Alice au cours de son premier mariage, la comtesse vivant alors séparée de son époux à partir de mai 1317, mais aucune source ne permet de corroborer cette assertion. Néanmoins, il est prouvé que le mariage d'Eubulus et Alice a été une union heureuse et affectueuse. Eubulus décrit dans plusieurs lettres son épouse comme sa « chère et aimante compagne » et n'a jamais réclamé le comté de Lincoln au nom de sa femme, bien qu'il en ait légalement eu le droit. Il ne semble pas non plus avoir été motivé par le fait d'avoir une descendance pouvant prétendre à la succession du comté de Lincoln : Alice est au moment de ses secondes noces âgée de 42 ans et n'est donc pas considérée par ses contemporains comme pouvant désormais enfanter.
Édouard II demeure toutefois inquiet à cause de ces nouvelles noces, notamment parce qu'il a confisqué plusieurs terres d'Alice après l'exécution de Thomas de Lancastre et qu'il redoute qu'Eubulus ne cherche à les revendiquer. Le couple n'avance cependant aucune velléité de recouvrer les terres d'Alice, ce qui rassure le roi, qui crée Eubulus chevalier banneret en 1325 ou 1326. Eubulus est en outre convoqué pour la première fois au Parlement le 3 décembre 1326 sous le titre de baron Strange. À la suite de l'avènement au trône du jeune Édouard III en 1327, sa mère Isabelle de France et Roger Mortimer assurent la régence en son nom et profitent de leur position pour s'approprier certaines terres d'Alice qui avaient été saisies par Édouard II, même s'ils lui restituent le 28 novembre 1328 plusieurs biens dans le Middlesex, l'Oxfordshire, le Lincolnshire et le Northamptonshire. Le 19 octobre 1330, Édouard III renverse les régents et récompense ceux qui l'ont aidé à se débarrasser de Mortimer, notamment Eubulus le Strange, auquel il restitue en 1331 le reste des biens de son épouse. 
Par la suite, Eubulus et Alice mènent une existence relativement discrète dans leurs domaines. Pourtant, Eubulus accompagne à plusieurs reprises le roi Édouard III dans ses expéditions militaires en Écosse. Il est ainsi présent pendant la campagne infructueuse de l'été 1327 qui s'achève par la défaite de Stanhope Park ainsi qu'à la capitulation de Berwick et à la bataille de Halidon Hill en juillet 1333. Eubulus meurt subitement lors d'une des campagnes du roi, le 8 septembre 1335, et est inhumé dans l'abbaye de Barlings, située dans le Lincolnshire. Son épouse fait alors vœu de chasteté, bien qu'elle soit violée par le baron Hugh de Freyne et obligée d'épouser son ravisseur dès l'année suivante. Rapidement veuve une troisième fois, la comtesse de Lincoln retourne à son vœu et se fait enterrer à sa mort en 1348 à Barlings aux côtés de son deuxième époux. Les possessions qu'elle détenait conjointement avec Eubulus sont héritées par Roger le Strange, 4e baron Strange de Knockin, le neveu de son époux.